# ボスニアマツ
ボスニアマツ(Pinus heldreichii)は、バルカン半島やイタリア南部の山地に自生するマツである。英語では、Bosnian pineやHeldreich's pineという。

## 記載
高さ25-35m、幹の直径が2mになる常緑樹である。
複維管束亜属に分類され、いわゆる二葉松である。葉は長さ4.5-10cm、幅1.5-2mmで、強固な葉鞘を持っている。松かさは5-9cmの長さで、薄く壊れやすい鱗片からなる。未熟な時は濃青色から紫色で、受粉から16-18か月で成熟すると茶色になる。種子は長さ6-7mmで、2-2.5cmの羽を持ち、風により拡散する。

## 分布
ボスニア・ヘルツェゴビナ、モンテネグロ、クロアチア、ブルガリア南部、アルバニア、北マケドニア、セルビア、ギリシア北部、そしてイタリア南部（ポッリーノ国立公園のシンボルとなっている）の標高1500-2000mの山地で見ることができる。これらの地域では、森林限界に達している。

## 命名
当初、1863年にスイスの植物学者ヘルマン・キリストがテオドール・フォン・ヘルドライヒを記念して、オリンポス山から集めた標本にPinus heldreichiiという学名を付けた。翌年、少し前に公表されたキリストの論文に気が付かず、オーストリアの植物学者F. Antoineがコトル湾の上のOrjen山で採集した標本にP. leucodermisと命名した。この2つの標本にはわずかな形態上の違いがあり、異なる分類とする植物学者もいるが、同じ分類とする見方が支持されている。この差異は、7月に採集されたキリストの標本が未熟な個体で乾燥後に縮んだことが大きく影響していると考えられている。

## 栽培と利用
成長は早くはないが、幅広い場所で安定して育成でき、非常に整った形の円錐形の樹冠を作るため、公園や大きな庭で人気のある鑑賞樹である。また、非常に装飾性に富んだ紫色の松かさをつけることも特筆すべき特徴である。栽培品種のSmidtiiとCompact Gemは、王立園芸協会のガーデン・メリット賞を受賞した。少なくとも-45℃までの低温や強風にも耐えることができる。多くの栽培品種は、Pinus leucodermisまたはPinus heldreichii var. leucodermisの名前で栽培されている。
ボスニアマツは極限環境にも適応することができ、新しい生態系の開拓者となることができる。二酸化硫黄、フッ化水素、二酸化窒素、オゾンの汚染に耐性を持ち、風、氷、雪にもかなり強い。これらの能力により、非常に乾燥した、また高高度の地域の森林再生に適している。イタリア南部では、マツ属の他の種と比べて害虫に強いことから、植林が進められている。

## 寿命
ギリシア北部のある個体は、2016年に1075歳であることが分かった。
ヨーロッパで最も古い木と信じられているものは、ポッリーノ国立公園にあるボスニアマツで、1230歳と推定されている。心材の大部分は塵のようになっているが、まだ生きていると確認するのに十分な成長が見られる。
「バイクシェフの松」として知られる、ブルガリアのピリン山脈にある有名な個体は、高さ24m、直径2.2mで、1300歳を超えると推定されている。

## ギャラリー

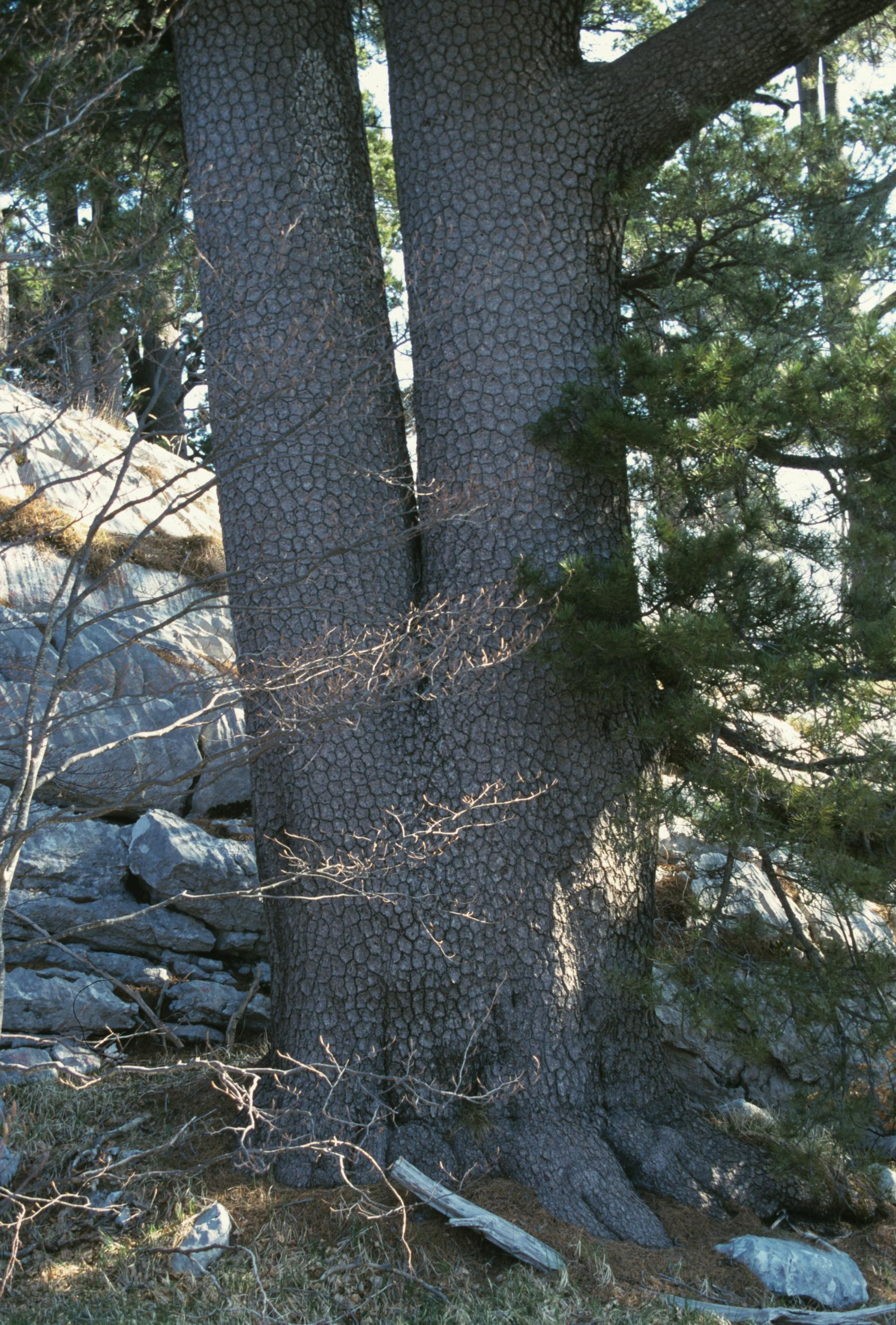
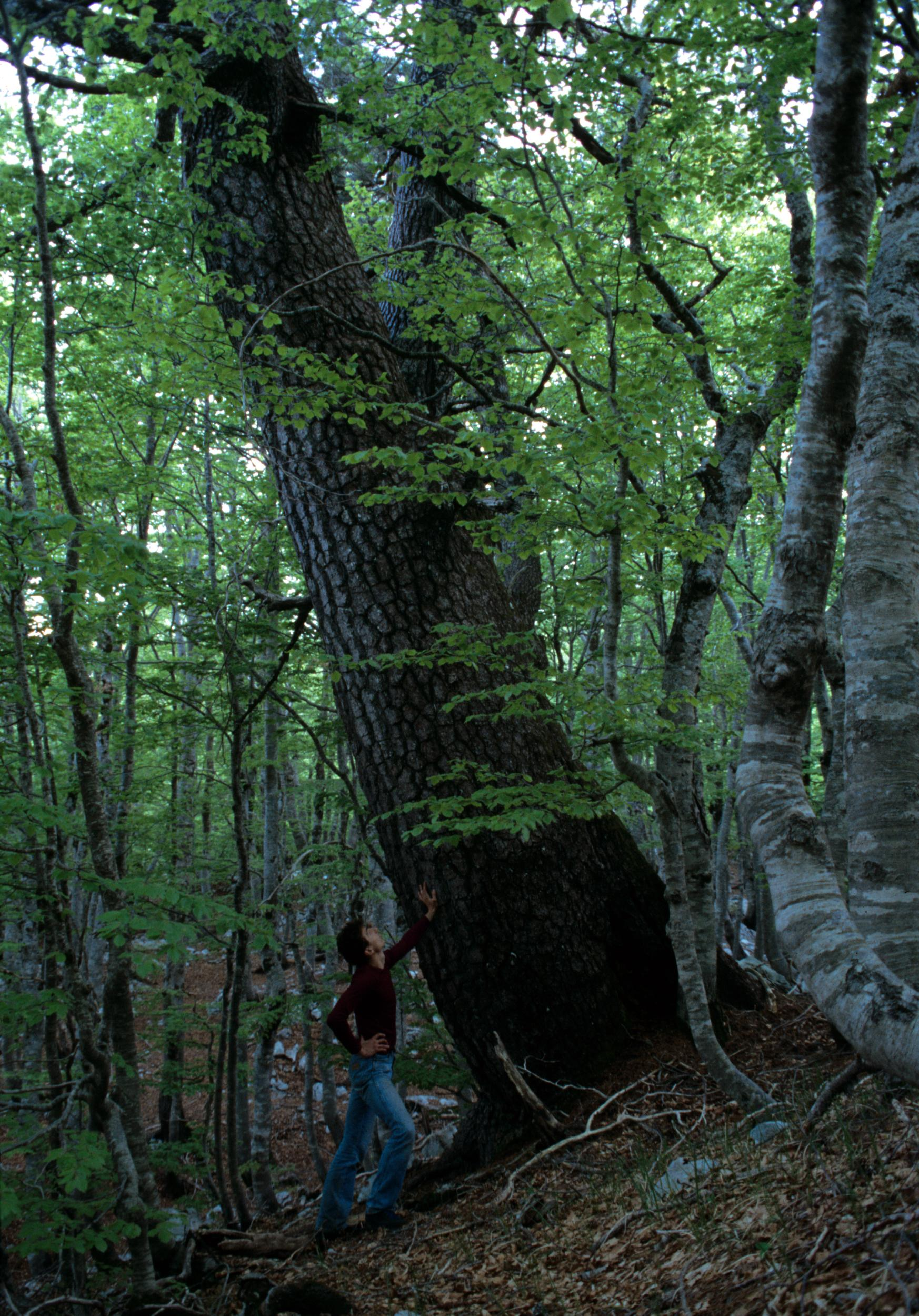

## 文献
- Simone Morris (2017) Pini Loricati nella nebbia | ISBN 9781389798900
- Simone Morris (2018) Loricati in the fog |  ASIN B07H5CQ4WG
- Businský, R.. Beitrag zur Taxonomie und Nomenklatur von Pinus heldreichii. 79. Mitt. Deutsch. Dendrol. Ges.. pp. 91–106
- Farjon, A. (2005). Pines. Drawings and Descriptions of the genus Pinus (2nd ed.). Brill Publishers. ISBN 90-04-13916-8